# ビナクル

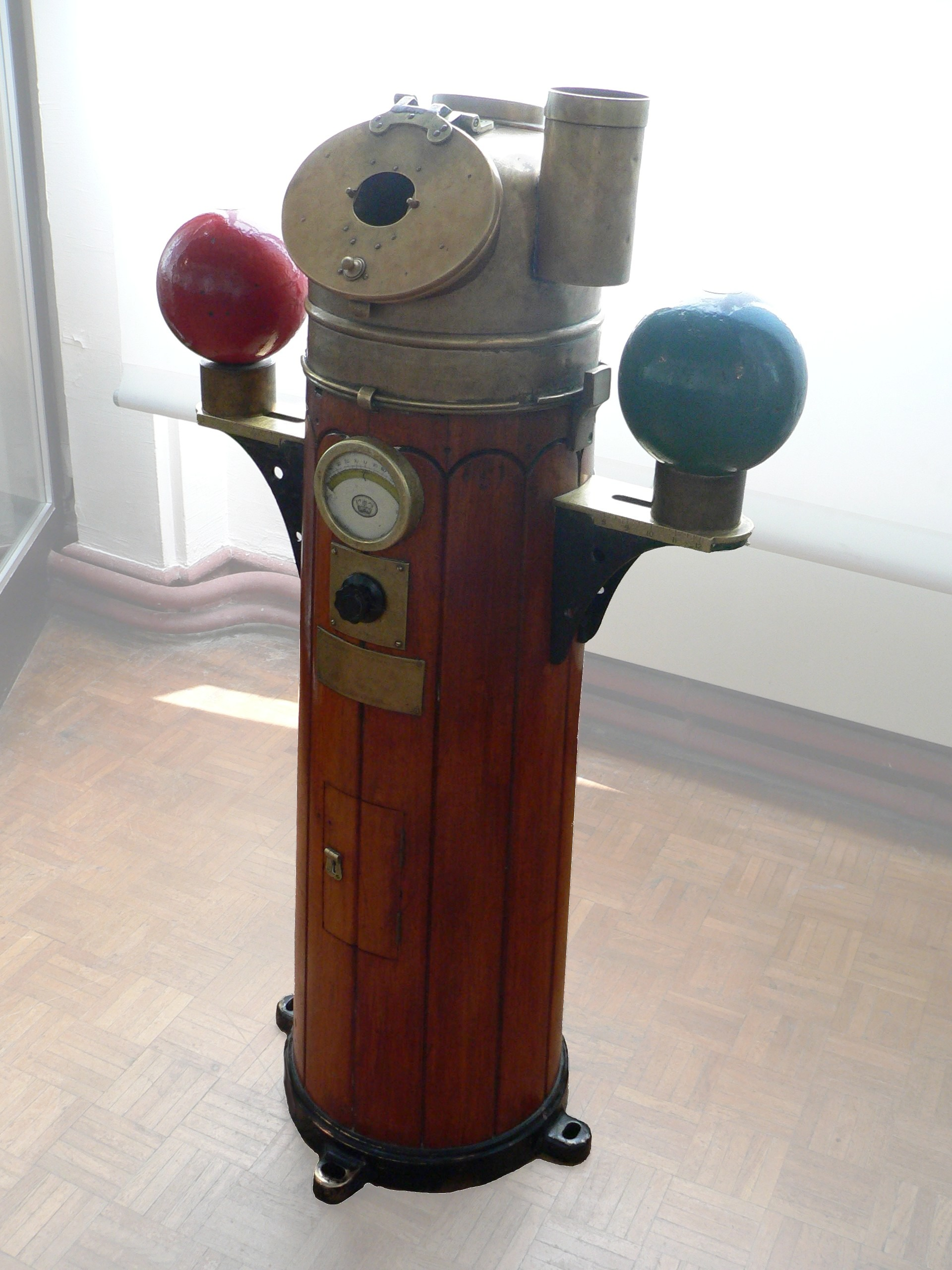
両側に補正鉄球があり、コンパスの下に傾斜計があるビナクル

ビナクル（英語:binnacle）とは船の甲板上に設置されたコンパスなどの航法計器が取り付けられた構造物である。通常はコンパスなどの航法計器を操舵手が見やすいように舵輪の前に取り付けられる。また繊細な航行計器を保護するように作られている。古い時代の目的はジンバルに取り付けられた船の方位磁石を保持して、船がピッチングおよびローリングによって傾斜している間もコンパスを水平に保つことだった。ビナクルには複数の航法計器が取り付けられていることがあり1つまたは複数のコンパスと石油ランプまたはその他の光源が含まれている。速度を推定するための砂時計などもビナクルに格納されている場合がある。

## 歴史

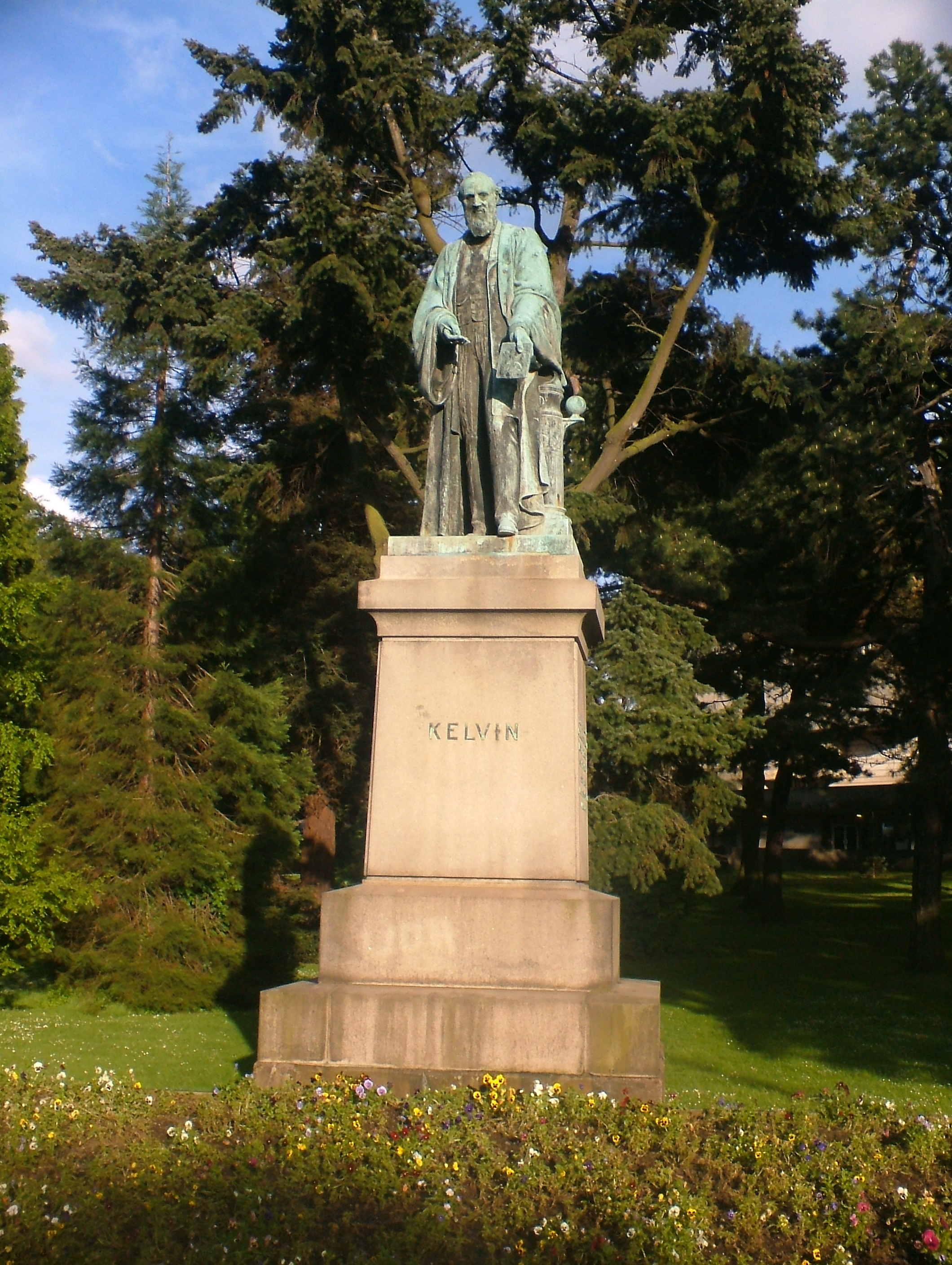
ベルファストにあるケルビン卿の像の後ろにビナクルがある

18世紀半ばになるとビナクルを作るのに鉄の釘が使用されていたが、後にコンパスの読み取り値に誤差を引き起こすことが発見された。コンパスの研究開発と磁気への理解が進むにつれて、鉄によって引き起こされるコンパスの乱れを避けるために、ビナクルの構造に大きな注意が払われた。
装甲艦の導入により、コンパスの誤差はより大きなものになった。そこでビナクルの近くに鉄や磁石など磁性体を置くことによって補正する方法が開発された。1854年に、リヴァプールのジョン・グレイは新しいタイプのビナクルによって特許を取得した。これは、ネジまたはラックアンドピニオンによって調整可能な補正磁石を直接組み込んだものであった。これは初代ケルヴィン男爵ウィリアム・トムソンが1880年代に別のコンパスシステムの特許を取得し、2つの補正球を組み込むことで大幅に改善された。これは英国では「ケルビン・ボール」と呼ばれ、米国では「ナビゲータ・ボール」として口語的に知られている。左が赤と右が緑に塗装されたボールは現代では船の左舷と右舷を表す航行灯の色として使われている。ロンドンのグリニッジにある王立海事博物館には、正しい色のビナクルの豊富なコレクションがある。
船の「ビナクル・リスト」は船の医務室で休んでいる勤務を免除された傷病者の名簿を意味している。
アメリカ英語の俗語では「船酔い水兵名簿」とも呼ばれ病気で休んでいる人の名簿を意味する。

## 語源

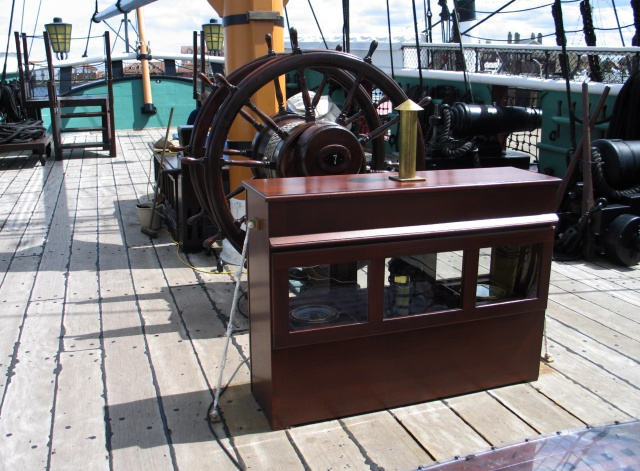
舵輪の前にあるコンパスのビナクル。小さなストーブパイプの煙突は、夜間にコンパスを照らすために使用されるランプの通気塔。

18世紀にラテン語の生息地を語源とするフランス語のbitacleから英語へ転写された。